# مستعمره عدن
مستعمره عدن (عربی: مستعمرة عدن) مستعمره پادشاهی بریتانیا که در جنوب یمن کنونی واقع شده بود و در بین سال‌های ۱۹۳۷ تا ۱۹۶۳ میلادی حیات داشت.مساحت این منطقه که شامل بندر عدن و حاشیه آن می شد ۱۹۲ کیلومتر مربع بود.